# Herrnhut
Herrnhut (Gornjolužičkosrpski: Ochranow, češki: Ochranov, gornjolužički: Harrnhutt) je grad s oko 6.000 stanovnika u okrugu Görlitz, Gornja Lužica, istočna Saska, Njemačka. Grad je uglavnom poznat kao mjesto podrijetla zajednice Moravske Crkve koju je 1722. osnovao Nicolaus Ludwig, grof von Zinzendorf.
Godine 2016. Zajednica protestantskih crkava u Europi dodijelila je gradu počasnu titulu „Europski grad reformacije”, a 2024. godine Herrnhut je prepoznat kao dio trsnasnacionalne UNESCO-ve svjetske baštine poznate kao „Naselja Moravske crkve” jer svjedoči o viziji Moravske crkve, koja je bila pionir egalitarističke filozofije inspirirane konceptom „idealnog grada“ (jedinstven, koherentan urbani dizajn i demokratska organizacija naselja)

## Zemljopis
Herrnhut se nalazi između većih gradova Löbaua i Zittaua u brdovitom predgorju Žitauskih planina na Petersbachu, najdužem izvoru Pließnitza, pritoke Lužičke Nise. Naselje je na cesti Bundesstraße 178 i na željezničkoj pruzi Zittau-Löbau, oko 10 km jugoistočno od Löbaua, 15 km sjeverozapadno od Zittaua i 25 km jugozapadno od glavnog grada okruga Görlitza .

## Povijest
Herrnhut na „Hut(s)bergu”, u blizini Berthelsdorfa, osnovan je zahvaljujući velikodušnosti i osobnoj predanosti Nikolausa Ludwiga, grofa von Zinzendorfa. Naime, 1722. on je pružio utočište „Češkoj braći” (također „Moravska braća”), vjerskim izbjeglicama husita iz Moravske, na svom imanju Berthelsdorf. Spomen-kamen u Eulbuschu obilježava početak izgradnje naselja 17. lipnja 1722.
Privlačnost rada i života ove nove zajednice brzo je dosegla ljude iz drugih crkava. To se uvelike moglo pripisati grofu Zinzendorfu, koji je dalje razvio svoju teologiju pod utjecajem pijetizma i oporučno (1760.) ostavio dvorac i imanje Češkoj braći.
Zbog imigracije, Herrnhut je postao administrativna općina krajem 18. stoljeća. Neovisnost je stekao 1895., a gradska prava dobio je 1929. godine .
Dana 9. svibnja 1945., dan nakon završetka Drugog svjetskog rata u Europi, veliki dio zgrada u Herrnhutu postao je žrtvom požara koji su podmetnuli sovjetski vojnici.
Nakon ujedinjenja Njemačke susjedne općine su pripajane općini Herrnhut (Ruppersdorf 1994., Strahwalde 2010., Großhennersdorf 2011.i Berthelsdorf 2011.), zbog čega je broj stanovnika ove općine u ovom razdoblju utrostručen.

## Stanovništvo
| Godina          | 1834. | 1871. | 1890. | 1910. | 1925. | 1939. | 1946. | 1950. | 1964. | 1990. | 2000. | 2010. | 2012. | 2015. | 2016. | 2017. | 2022. | 2024. |
| Broj stanovnika | 899   | 1092  | 1.139 | 1.364 | 1.664 | 1.627 | 2.024 | 2.025 | 1.808 | 1.754 | 2.842 | 4.963 | 6.336 | 6.097 | 6.033 | 5.981 | 5.849 | 5.695 |

Sredinom 19. stoljeća broj stanovnika porastao je na preko 1000, a nakon Drugog svjetskog rata dosegao je više od 2000. Od 1950-ih došlo je do pada broja stanovnika, što je nadoknađeno uključivanjem susjednih općina.

## Znamenitosti
Danas je Herrnhut turistička atrakcija sa starom gradskom jezgrom, Moravskom crkvom sa svojom svjetlom, jednostavnom i impresivnom dvoranom i posebnim grobljem koji privlače tisuće turista svake godine. Njegova je dobro očuvana arhitektura je jedan od razloga zašto je 2024. upisan na UNESCO-ov popis mjesta svjetske baštine u Europi.
Herrnhut ima crkvu i dva muzeja, uključujući muzej lokalne povijesti. Središte je svjetske Moravske Crkve (Unitas Fratrum, njem. Brüder-Unität ili Brüdergemeine). Bivši željeznički kolodvor Herrnhut na ukinutoj željezničkoj pruzi Zittau–Löbau pretvoren je u umjetničku galeriju.
- Dvorac kojeg je sagradio Nikolaus Ludwig von Zinzendorf (1725.–1727.)
- Vogtshof, sjedište Moravske crkve (1746.)
- Kirchensaal Moravske crkve (1756.)
- Željeznička stanica Herrnhut, također umjetnička galerija
- Herrnhutski „Božji jutar”, groblje Moravske crkve od 18. st.

## Vanjske poveznice
|  | Zajednički poslužitelj ima još gradiva o temi Herrnhut |

- Službena web-stranica mjesta